# سوزانا بلنت
سوزانا بلنت هي رسامة كندية، ولدت في 1941م في هاربن في الصين.